# 南非海馬
南非海馬（学名：Hippocampus capensis）為輻鰭魚綱棘背魚目海龍魚科的其中一種，被IUCN列為瀕危保育類動物，分布於東南大西洋的南非海域，棲息深度可達20公尺，體長可達12.1公分，棲息在海灣或潮間帶，屬肉食性，以小型甲殼類為食，卵胎生，可做為觀賞魚。
其种加词“capensis”意为“南非开普省的/好望角的”。